# Paota
Paota is een geslacht van vlinders van de familie spanners (Geometridae), uit de onderfamilie Sterrhinae.

## Soorten
- P. fultaria Grote, 1882
- P. saruncaria Schaus, 1901